# جيفري بلاك
جيفري بلاك (بالإنجليزية: Jeffrey Black)‏ هو مغني ومغني أوبرا أسترالي، ولد في 1962.

## وصلات خارجية
- جيفري بلاك على موقع IMDb (الإنجليزية)
- جيفري بلاك على موقع ميوزك برينز (الإنجليزية)